# Harriet Backer

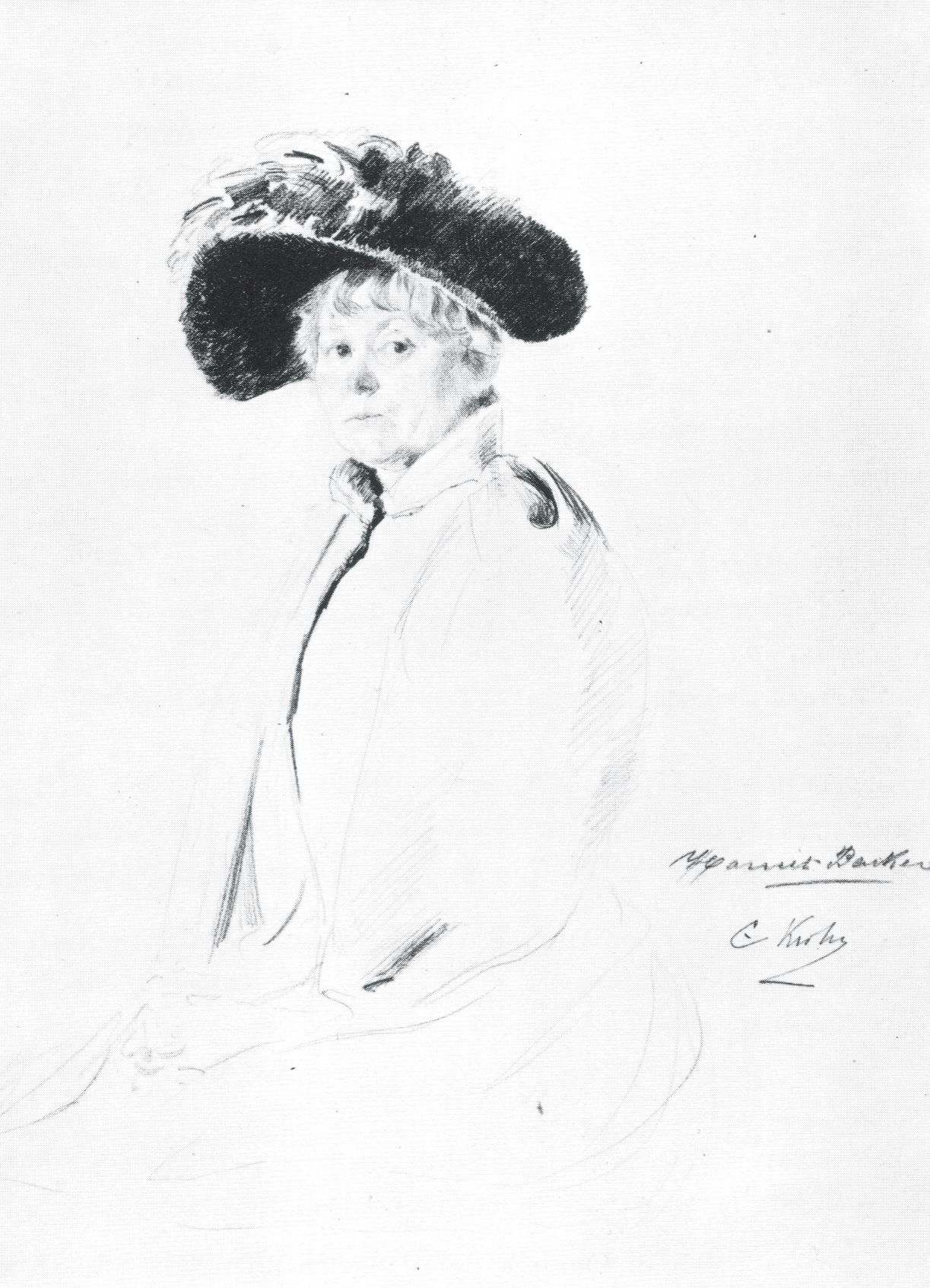
Harriet Backer Porträt von Christian Krohg

Harriet Backer (* 21. Januar 1845 in Holmestrand; † 25. März 1932 in Oslo) war eine norwegische Malerin. Sie war eine Vorreiterin unter den weiblichen Künstlern in Skandinavien und in Europa.

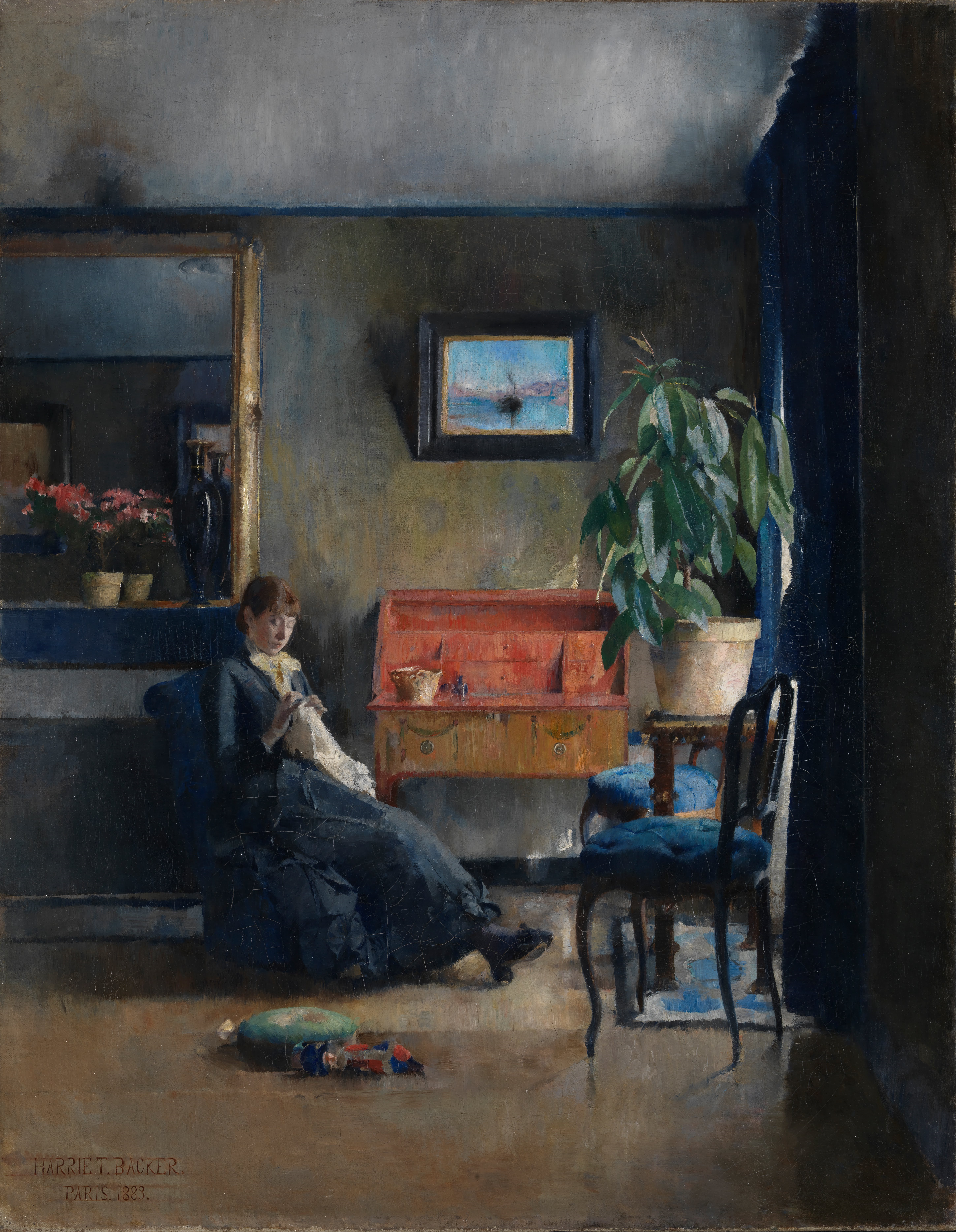
Blått Interior (Blaues Interieur), 1883, Öl auf Leinwand, 84 × 66 cm, Nationalgalerie, Oslo

## Leben und Wirken
Harriet Backer stammte aus wohlhabenden Verhältnissen. Ihr Vater war aus den Niederlanden gekommen und als Konsul, Schiffseigner und Holzhändler tätig, zudem betrieb er einen kleinen Bauernladen (norwegisch Bondehandel). Ihre Mutter entstammte der Familie Smith-Pettersen aus Grimstad. Mit 12 Jahren zog sie mit ihrer Familie nach Christiania (heute Oslo). Sie lernte Zeichnen und Malen bei Jacob Calmeyer und Johan Fredrik Eckersberg. Sie reiste viel mit ihrer Schwester, der Pianistin Agathe Backer Grøndahl, durch Europa und studierte an der Akademie in München Malerei mit Schwerpunkt Historienmalerei. Ab dem Jahr 1878 war sie Schülerin im Atelier von Jean-Léon Gérôme in Paris, wo sie Zeichnen und Komposition verbesserte. Dabei wurde sie stark vom Impressionismus beeinflusst, der in Blått Interior, die Darstellung des Ateliers einer Freundin in Paris, einfließt, obwohl ihr Werk mehr vom Realismus gekennzeichnet ist. Sie gehörte aber keiner Malerschule an. Sie wurde mehr von ihrem Malerfreund Eilif Peterssen inspiriert.

## Werke (Auswahl)
- Blått Interior. Ölgemälde 1883 Norwegische Nationalgalerie
- Bygdeskomakare. Ölgemälde 1887 Schwedisches Nationalmuseum[2]
- Kyrkotagning. Ölgemälde 1892[3]